# Obac de Farmicó
L'Obac de Farmicó és una obaga del terme municipal de Castell de Mur, dins de l'antic terme de Mur, al Pallars Jussà. Es troba en territori de l'antic poble de Miravet.
Està situat a prop del límit meridional del terme municipal, a l'esquerra del barranc de la Mulla, al vessant occidental de la part nord de la Serra d'Estorm. És al nord del Cingle de la Serra, davant i a llevant de Casa Farmicó, a l'esquerra de la llau de Farmicó